# Néger a jégen
A Néger a jégen című nagylemez a 4. stúdióalbuma a Voga–Turnovszky-duónak, mely 1990-ben jelent meg hanglemezen, kazettán, és CD lemezen is Popparódiák 1983-1990 címmel, mely a korábban megjelent anyagaik válogatása.

## Megjelenések
LP  Magyarország BRAVO SLPM 37318
- A1 Sztárok 33-on, Magyarországon 1989-ben (TWIST)
- A2 Szellemi párbaj
- A3 Schulz Gizi (Vll.)
- A4 Vergődünk, mint a néger a jégen
- A5 Kürtöskalács (Il.)
- B1 Sztárock 33-on, külföldön
- B2 Hé, mivé lett
- B3 Zöldséges dal
- B4 Nem lesz már jobb

CD  Magyarország BRAVO HCD 37363 

Pop+Paródiák (1983-1990) címen
1. Sztárock 45-ön '83-ban – 4:45
2. Sztárock 45-ön '84-ben – 5:48
3. Sztárock 45-ön '85-ben – 8:46
4. Sztárock 45-ön '86-ban – 4:27
5. Sztárock 33-on '87-ben – 4:55
6. Sztárock 33-on '88-ban – 6:55
7. Sztárock 33-on '89-ben Magyarországon – 7:00
8. Sztárock 33-on '89-ben Külföldön – 9:49
9. Bunkó blues – 4:34
10. Nehéz a szívem... – 3:55
11. Hű, de kínos – 3:05
12. Népszabadság – 3:37
13. Vergődünk, mint néger a jégen – 4:31